# MZ Aurigae
MZ Aurigae eller HD 34626, är en ensam stjärna i mellersta delen av stjärnbilden. Den har en högsta skenbar magnitud av ca 8,16 och kräver åtminstone en stark handkikare eller ett mindre teleskop för att kunna observeras. Baserat på parallax enligt Gaia Data Release 3 på ca 0,98 mas, beräknas den befinna sig på ett avstånd på ca 3 300 ljusår (ca 1 020 parsek) från solen. Den rör sig närmare solen med en heliocentrisk radialhastighet på ca -6 km/s.

## Egenskaper
Primärstjärnan MZ Aurigae är en vit till blå underjättestjärna av spektralklass B1.5 IVnp. med emissionslinjer i dess spektrum som anger att den är en Be-stjärna. Vissa utvecklingsmodeller tyder dock på att den kan ha uppnått jättestadiet. Den har en massa som är ca 4,4 solmassor,  en radie som är ca 21 solradier och har ca 560 gånger solens utstrålning av energi från dess fotosfär vid en effektiv temperatur av ca 22 700 K.

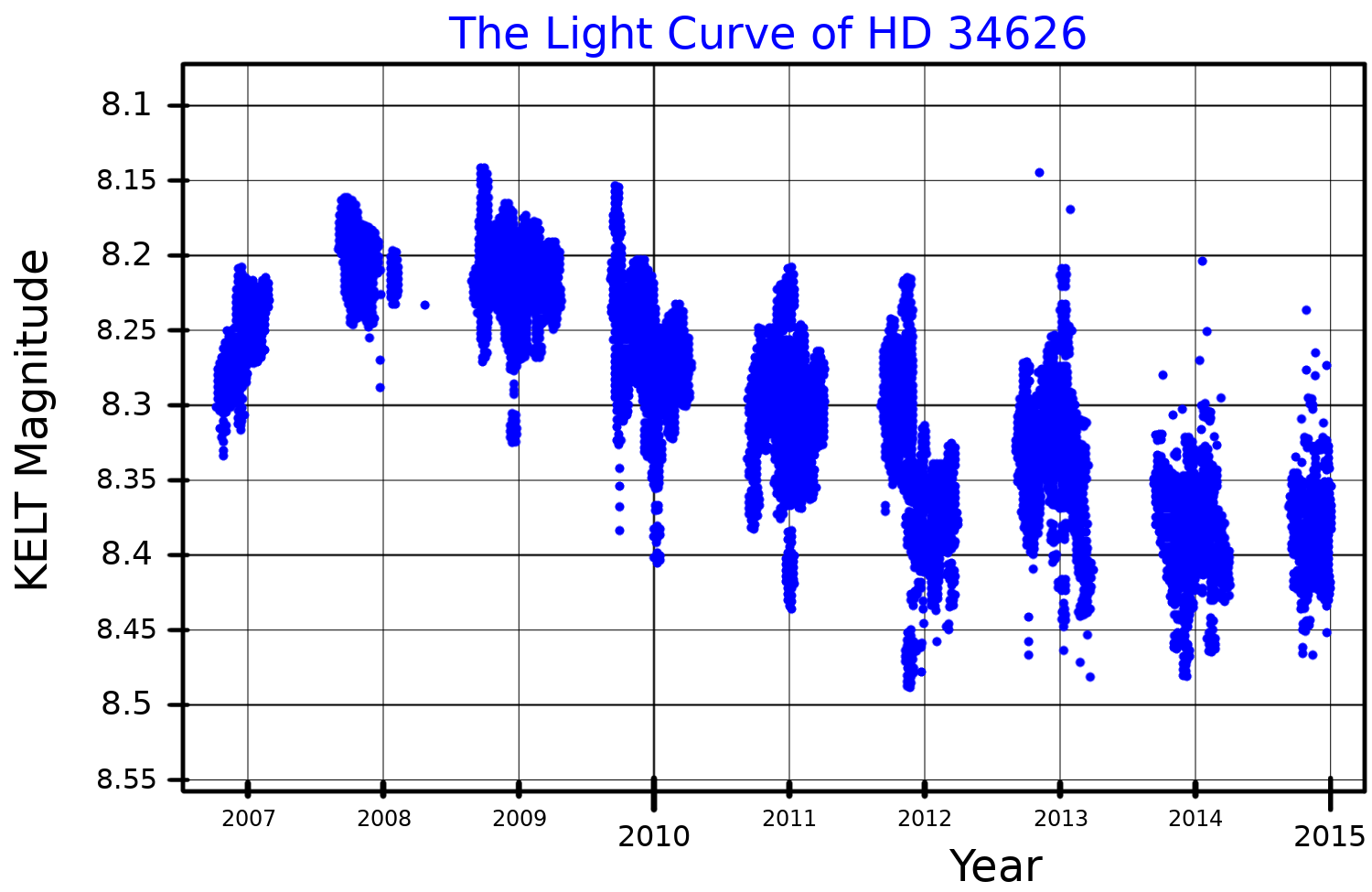
Ljuskurva för MZ Aurigae enligt KELT-data, plottad från Labadie-Bartz et al. (2017),

År 1970 befanns MZ Aurigae variera i ljusstyrka med 0,1 magnitud i en tidsskala på 8 till 12 timmar, men dessa variationer är inte periodiska. Detta tyder på att variabiliteten inte orsakas av ellipsoidala effekter, och arten av variabiliteten är fortfarande okänd. Den kan vara en typ av SX Arietis-variabel.